# Трамваи в София
Трамваи в София се движат от 1 януари 1901 г. Използват се 2-а типа линии – теснолинейни и нормалнорелсови. Теснолинейните имат междурелсие 1009 mm, а нормалнорелсовите са със стандартното за Европа междурелсие от 1435 mm. Теснолинейни са повечето трамвайни линии в София, докато с междурелсие 1435 mm са едва около 40 km от тях (линии 20, 21, 22 и 23). През 2006 г. общата дължина на трамвайния релсов път е 308 km.

## История
Реализацията на идеята в София да бъде изградена мрежа от трамвайни линии започва на 1 декември 1898 г., когато община София отдава на концесия построяването на трамвайни линии на дружества от Франция и Белгия. Строителните работи продължават около година и на 1 януари 1901 г. официално тръгва първият трамвай в София. Първоначално пътниците са обслужвани от 25 мотриси и 10 ремаркета – двуосни и с дървена каросерия, които са се движили по 6 маршрута с обща дължина 23 km и единичен коловоз с междурелсие 1000 mm.
В периода 1903 – 1931 г. са доставени голям брой мотриси и ремаркета от европейски производители. През 1931 г. под ръководството на инж. Теодосий Кардалев започва производство на първите български ремаркета, при които се използва здрава ходова част от вече бракувани мотриси. Тези ремаркета са известни като „кардалевите ремаркета“. През 1936 г. са произведени и първите български мотриси с марката „ДТО“ (по името на Дирекцията на трамваите и осветлението в Столичната община). При производството им са използвани стари шасита, като всички останали елементи са подменяни с нови.
През 1934 г. на територията на днешния столичен район Красно село е изградено първото голямо трамвайно депо. В него през 1951 г. е създаден и завод за производство на трамвайни мотриси, наследник на създадената от инж. Теодосий Кардалев техническа работилница на ДТО. До 1959 г. там са произведени общо 155 мотриси „ДТО“ и „Република“ – първият изцяло български трамвай.
След това трамвайният завод „София“ пуска два нови модела трамваи: „Комсомолец“ през 1959 г. и „Космонавт“ през 1961 г.
На базата на натрупания опит с трамвайните мотриси „Комсомолец“ и „Космонавт“ и отчитане на конструктивните грешки и недостатъци (взели много висока цена с над 40 жертви) е разработена нова двусекционна мотриса, която се появява през 1965 г. Мотрисата носи името „София“, която с различните ѝ модификации („София 70“ – трисекционна, „София 100“ – двусекционна и „България 1300“ – трисекционна) постепенно установява продължително преобладаване по софийските трамвайни трасета с 1009 mm междурелсие. Първите пет мотриси „София“ са произведени през 1965 г., оцветени всяка в различен цвят – жълт, оранжев, син, зелен и бордо, а първата трисекционна мотриса „София 70“ се появява през май 1970 г. в оранжево-жълто. Двусекционните мотриси „София“ (с 4 врати) са два вида: с лироформен покривен токоприемник и пантограф и се използват най-често по маршрути със сложен надлъжен профил: линии 6 и 9 в района на хотел Хемус, подлеза на НДК и надлез „Надежда“, също по линии 2, 14, 19 през 60-те 70-те и 80-те години на XX век. Трисекционните модели „София 70“ (с 5 врати) са с пантограф и се използват най-вече за линии 1, 3, 4, 5, 7, 10, 11, 13 през 70-те, 80-те и 90-те години на XX век, както и за линия 21 през 80-те години на XX век.
Като идея мотрисата носи белезите на новите за времето вагоностроителни тенденции, но като конструкция и особено като изпълнение отстъпват значително на развитието на технологиите по това време.
Мотрисата „София“ е двусекционна, триталигова, с колоосна формула Bo’2’Bo’, а „София 70“ – трисекционна, Bo’2’2’Bo’. Всички мотриси „София 70“ са изведени от експлоатация към 2005 г. Една-единствена е съхранена за музейни цели – с инв. номер 174.
Трисекционната мотриса „България 1300“ е създадена през 1981 г. по случай 1300 годишнината от създаването на България (681 г.). Произведени са 26 мотриси със серийни номера 301 – 326. Първата серия мотриси от този модел се движи изцяло по новата тогава линия 15, свързваща ж.к. Иван Вазов с ж.к. Надежда 5. По-късно мотриси „България 1300“ тръгват и по линии 1 и 7 и частично по линия 4.
Заради инциденти трисекционните мотриси „София 70“ и „България 1300“ не се движат по линии със сложен привил/наклонени участъци: горичката от пл. Йорданка Николова до Двореца на пионерите (днес: пл. Журналист – Семинарията) и участъка от хотел Хемус до хотел Витоша Ню Отани (днес: хотел Маринела).
Последният български двойносъчленен трамвай Т8М-900, използван и до днес, е произведен в завода през 1991 г. Оттогава заводът се занимава главно с ремонт на повредени и с обновяване на стари трамваи.
През 1987 г. е открита първата в София трамвайна линия със стандартното за Европа междурелсие от 1435 mm (днес линия 20), свързваща кварталите „Гео Милев“ и „Дружба“. Дотогава всички трамвайни линии в София са теснолинейни (с междурелсие 1009 mm). 8 години по-късно, през 1995 г., е завършено изграждането на втората линия с междурелсие 1435 mm (днес линия 22). Първите трамваи по линия 20 през 80-те години на XX век са български, от модела Т6МД-1000. В края на 80-те години на XX век биват въведени в експлоатация мотриси от чешките заводи „Татра“ с междурелсие от 1435 mm именно за удължаващата се линия 20, чийто маршрут вече стига до паметника на Васил Левски, а в края на 90-те години на XX век – и до Младежкия театър.
Временно е разкрита трамвайна линия 21 с маршрут от автостанция Изток до кв. Гео Милев и в период на няколко години по нея се движат стари германски мотриси „Дюваг“ с междурелсие от 1435 mm, след което линията е закрита. През 80-те години линия със същия номер 21 се използва по новооткрития тогава тунел за Люлин с теснолинейно трасе до жк. Люлин 5, използвайки мотриси „София 70“. На 17 февруари 2010 е открита линия 23, свързваща ж.к. Дружба-2 и ж.к. Дружба-1. Впоследствие линията е удължена и към 2013 г. свързва ж.к. Дружба-2 и Младежкия театър.
На 10 април 2010 е открита нова експериментална трамвайна линия 4, подпомагаща трамвайна линия 5. Тя е с маршрут бул. Никола Петков – пл. Македония – Централна жп гара – кв. Орландовци.
През февруари 2014 г., след 34 години по софийските улици, окончателно е изведена от експлоатация серията трамваи Т8М-301 България 1300, обслужвала през годините линии 1, 4, 5, 6, 7, 11, 15, 17, 19.
От 26 май 2014 е изведена и серията мотриси Т6М-400 София-100, произведени 1979 – 1986 г. Над 30 години те обслужват трамвайни линии – 2, 3, 4, 5, 6, 7, 8, 10, 11, 12, 15, 16, 19.

## Депа и бази
Съхранението, поддръжката и експлоатацията на трамвайния подвижен състав се извършва от следните депа и бази:
- Депо „Клокотница“ (бивше „Станьо Василев“) – първи трамваен парк – първото трамвайно депо в София, което след дълги години на експлоатация е закрито през 1999 година.
- Депо „Красно село“ – преустроено в сегашния завод за трамваи „Трамкар“, до преустройството си – втори трамваен парк
- Депо „Банишора“ (бивше „Пенка Михайлова“) – трети трамваен парк. Обслужва трамвайни линии 6, 8, 10, 11, 12 и 15.
- Депо „Красна Поляна“ (бивше „Шести септември“) – втори трамваен парк. Обслужва линии 1, 3, 4, 5, 6, 7, 18 и 27.
- Депо „Искър“ – четвърти трамваен парк – построено в края на 1980-те години за новите линии с нормално междурелсие (1435 mm). Обслужва линии 20, 21, 22 и 23.

## Статистика
Средната скорост на трамваите в София към 2020 г. е 14 km/h.
За сравнение (2010 г.), метрото в София се движи с 38,84 km/h, а автобусите – с 19,4 km/h.

## Любопитно
Характерна особеност на трамваите в София е била вградената от външната им страна пощенска кутия, намираща се непосредствено до първата врата. Такава притежават всички трамваи, произведени специално за нуждите на софийския градски транспорт (на трамваите втора употреба, както и на представителите на модела Tatra T6B5 такива не са монтирани, а също и на новите, произведени през 2013 – 2014, мотриси Pesa Swing 122NaSF). Писмата от трамвайните пощенски кутии се събират на няколко възлови спирки в центъра на града и се предават за обработка в Централна поща.
През 2013 г. е заснет късометражен филм за историята на софийските трамваи, който е част от поредицата „5 минути София“ на „Камен Во студио“. Първата прожекция на филма е осъществена по инициатива на сдружение „Градски транспорт и инфраструктура“ на открито на бул. Витоша на 22 септември 2013 г. в рамките на провеждащата се Европейска седмица на мобилността. За декор на булеварда е разположена историческа мотриса Siemens Nr. 35. Тогава е представена и брошура с информация за всички доставени и експлоатирани в столицата трамваи от 1901 г. до 2013 г.

## Линии
Към 19 август 2025 г. на територията на София се движат следните трамвайни линии:
| №                                                                 | Маршрут                                         | Депо                   |
| ----------------------------------------------------------------- | ----------------------------------------------- | ---------------------- |
| 1                                                                 | надлез Надежда – жк. Иван Вазов                 | Красна Поляна          |
| 3                                                                 | кв. Орландовци – гара Захарна фабрика           | Банишора               |
| 4                                                                 | бул. Никола Петков – кв. Орландовци             | Красна поляна          |
| 5                                                                 | Съдебна палата – кв. Княжево                    | Красна поляна          |
| 6                                                                 | жк. Обеля 2 – жк. Иван Вазов                    | Красна поляна/Банишора |
| 7                                                                 | МС Хан Кубрат – кв. Манастирски ливади-запад    | Красна поляна          |
| 8                                                                 | временно закрита                                | Банишора               |
| 10                                                                | гара Захарна фабрика – МС Витоша                | Банишора               |
| 11                                                                | жк. Връбница 1 – кв. Княжево                    | Банишора               |
| 12                                                                | пл. Журналист – гара София Север                | Банишора               |
| 15                                                                | жк. Бъкстон – МС Витоша                         | Банишора               |
| 18                                                                | пл. Журналист – кв. Орландовци                  | Красна поляна          |
| 20                                                                | депо Искър – МС Опълченска                      | Искър                  |
| 21                                                                | МС Опълченска – жк. Гео Милев                   | Искър                  |
| 22                                                                | автостанция Изток – жк. Красна поляна           | Искър                  |
| 23                                                                | жк. Дружба 2 – жк. Гео Милев                    | Искър                  |
| 27                                                                | гара София Север – кв. Манастирски ливади-запад | Красна поляна          |
| Теснолинейно междурелсие (1009 mm) Нормално междурелсие (1435 mm) |                                                 |                        |

В края на XX век са закрити линии 13, 16 и 17. А в началото на 2000 г. с разширяването на метрото в София много от трамвайните линии са скъсени или са изцяло закрити. Първоначално са закрити линии 2, 14 и 19, чийто маршрут съвпада с част от трасето на линия М1 на Столичния „Метрополитен“. Линия 21 се закрива, заради разкриването на линия 23, която припокрива маршрута ѝ. С откриването на линия М2 на метрото, а и заради редица некомпетентни решения на Столичния общински съвет са закрити изцяло линиите 9, 15 и 19. Съкратен е маршрутът на линия 18, с което релсите от Семинарията до парк-хотел „Москва“ остават неизползваеми. От 2010 г. откакто са закрити линии 2 и 19 и е съкратена линия 18, трамвайното трасе през Борисовата градина до парк-хотел Москва не работи. Въпреки многобройните протести е променен и маршрутът на линия 6 като релсите от хотел „Хемус“ до басейна „Спартак“ в ж.к. „Лозенец“ през 2018 г. са изцяло демонтирани, а трамвайното трасе в подлеза на НДК е напълно неизползваемо от март 2016 г. Със закриването на линия 9 през 2012 г. е демонтиран и релсовият път от хотел „Хемус“ до „Енергопроект“ в ж.к. „Лозенец“. Заради строителството на метрото линии 1 и 7 вече не се движат по Пешеходна Витошка, откъдето е минавал първият трамвай в София през 1901 г., което причинява натоварване по булевардите Мария Луиза и Христо Ботев което довежда до амортизация на релсовия път.
| №                                 | Маршрут                               | Закрита на      |
| --------------------------------- | ------------------------------------- | --------------- |
| 2                                 | кв. Орландовци – пл. Журналист        | 09.01.2010 г.   |
| 9                                 | кв. Орландовци – кв. Лозенец          | 22.03.2010 г.   |
| 13                                | кв. Орландовци – кв. Илиянци          | 01.01.2007 г.   |
| 14                                | Надлез Надежда – кв. Хладилника       | 17.04.2007 г.   |
| 16                                | ж. к. Западен Парк – Гара София Север | (преди 2015 г.) |
| 17                                | ж. к. Обеля 2 – кв. Борово            | 2010 г.         |
| 19                                | кв. Княжево – гара София север        | 01.01.2016 г.   |
| Закрити заради строежа на метрото |                                       |                 |

От март 2024 г. линия 21 се възстановява с маршрут трамвайното обръщателно колело „Гео Милев“ и метростанция „Опълченска“. Линията има за цел да облекчи трафика в района, който е силно утежнен след затварянето на ул. „Гео Милев“, заради строежа на метрото към зала „Арена София“, „Гео Милев“ и „Слатина“ и затваряне на ключови улици в района.
От 7 май 2024 г. линия 15 се възстановява, като подпомага натоварените линии 5 и 10. Неговият маршрут започва от трамвайното обръщало в ж.к. Бъкстон до пл. Македония, заедно с линии 10, 12 и 18 минава през ул. Граф Игнатиев и заедно с линия 10 минава през Семинарията, к.в. Лозенец и върти на трамвайното обръщало на МС Витоша (Парадайс център; Хладилника). По нея се движат модели ČKD Tatra T6A2/SF – чешки, като тези по линия 10.
От 7 май 2024 г. също се възстановява транспорта до гара София-север, който до 2018 е принадлежал на линия 19. Линия 3 се удължава до гара София-север. Линия 27 се удължава до гара София-север. Линия 1 се удължава до Надлез Надежда, като в посока ж.к. Иван Вазов ще минава отдолу по Централна Автогара. По линия 6 вече ще се движат новите модели PESA Swing 122 NaSF – като тези по линии 4, 5, 6, 7, 18 и 27.

## Подвижен състав
София разполага със следния трамваен подвижен състав:
| Снимка |  | Модел                      | Произведен                 | Брой | Бележки |
| ------ |  | -------------------------- | -------------------------- | ---- | --- |
|        |  | PESA Swing 122 NaSF        | 2014, 2016, 2019 и 2023 г. | 67   | нископодови трамваи. Базирани в депо Красна поляна                                                                                             |
|        |  | Schindler Waggon AG Be 4/6 | 1990 г.                    | 27   | средна нископодова секция. Използвани в Базел до 2017 г., след което прехвърлени в София. Базирани в депо Банишора                             |
|        |  | ČKD Tatra T6A2/SF          | 1990 и 1999 г.             | 57   | версия на трамвай ČKD T6A2B за София. Базирани в депо Банишора и депо Красна поляна                                                            |
|        |  | Inekon Т8М-700IT           | 2008 – 2009 г.             | 18   | средна нископодова секция. Кооперирано производство между чешката фирма Inekon и българския завод за трамвай Трамкар. Базирани в депо Банишора |
|        |  | Т8М-900М                   | 1999 г.                    | 5    | средна нископодова секция, преобразувана от изведен от експлоатация модел T6M-700M. Базирани в депо Банишора                                   |
|        |  | Т8К-503                    | 2000 г.                    | 9    | двупосочни (пенделни) трамваи с две кабини. Базирани в депо Банишора.                                                                          |
|        |  | Tatra T6B5                 | 1989 г.                    | 37   | трамваи с междурелсие 1435 mm. Базирани в депо Искър.                                                                                          |
|        |  | Tatra T6А5                 | 1995 – 1997 г.             | 55   | използвани в Прага през 2016, 2017, 2019 и 2020 г. Трамваи с междурелсие 1435 mm. Базирани в депо Искър.                                       |
|        |  | Düwag GT8                  | 1960 – 1969 г.             | 5    | двупосочни (пенделни) трамваи, взети от Бон през 1995 г. Трамваи с междурелсие 1435 mm. Базирани в депо Искър.                                 |